# Cañada Rosal (kommunhuvudort)
Cañada Rosal är en kommunhuvudort i Spanien.   Den ligger i provinsen Provincia de Sevilla och regionen Andalusien, i den södra delen av landet, 300 km söder om huvudstaden Madrid. Cañada Rosal ligger 157 meter över havet och antalet invånare är 3 071.
Terrängen runt Cañada Rosal är platt. Runt Cañada Rosal är det ganska glesbefolkat, med 38 invånare per kvadratkilometer. Närmaste större samhälle är Palma del Río, 12,8 km nordväst om Cañada Rosal. Trakten runt Cañada Rosal består till största delen av jordbruksmark.